# Thicketty
Thicketty es un área no incorporada ubicada del condado de Cherokee en el estado estadounidense de Carolina del Sur.  Thicketty se encuentra a unos  12 km² al noreste de Spartanburg.
Bien conocido en este ámbito es "Montaña Thicketty" así como "Thicketty Creek", que forma parte de la Broad River Cuenca.  A excepción de una tienda de conveniencia, este lugar no tiene servicios públicos. Antes había una estación de tren de cercanías de la Norfolk Southern y CSX trenes que pasan a través de Thicketty.
Nota histórica: Antes de la Encuesta de línea fronteriza de 1772, gran parte del norte de Carolina del Sur fue como si estuviera en Carolina del Norte. En consecuencia, muchas mercedes de tierras de Carolina del Norte se emitieron a la tierra después encontraron dentro de los límites de la Provincia de Carolina del Sur. En el ejemplo, el 26 de octubre de 1767, John Steen (hermano del teniente coronel James Steen) recibió tres mercedes de tierras por un total de 2.6 km² de la Provincia de Carolina del Norte. Los tres fueron tratados en Thicketty Creek en un área a continuación, como si estuviera en el condado de Mecklenburg (Carolina del Norte) (NC Ver Real Patentes Libro 23, página 154).
El Teniente El coronel James Steen(1734-1780) fue un plantador de éxito que, en el momento de la revolución americana, residía en la zona Thicketty Creek de lo que fue la parte norte del Condado de Union (formado en 1785) y ahora está parte del Condado de Cherokee (formada 1897), Carolina del Sur. Steen, un presbiteriano estancado, había nacido en el condado de Antrim, provincia de Ulster, Irlanda en aproximadamente 1734.  En la década de 1750, se trasladó a América junto con la familia de su padre, que incluía a su hermano Juan Steen.  Originalmente residentes en Pensilvania por unos pocos años, Juan y Santiago, ambos habían registrado hechos de la tierra en Thicketty Creek 1766 y 1767 (Ver SC Real Land Grant Libro 16, página 572 y SC Real Land Grant Libro 14, página 507 y NC Real Patentes Libro 23, página 154).
Tanto John como James Steen, así como muchos otros indígenas locales de Thicketty Creek, participaron activamente en la guerra revolucionaria. Había familias que fueron leales británicos, así como las familias, como la de Steen y los funcionarios coloniales  de la Milicia. En muy pocos casos, vecinos de  Thicketty Creek se encuentran en lados opuestos y batallas durante la guerra, en las áreas circundantes.
Según Lyman Draper (1815-1891), como está escrito en su conocido libro tituladoKings Mountain and it's Heroes (publicado por primera vez en 1881):
"James Steen, también de ascendencia irlandesa, fue probablemente un nativo de Pennsylvania, y los primeros se establecieron en lo que hoy es el Condado de Union, Carolina del Sur.  En agosto de 1775,  plenamente convencidos y dispuestos a firmar la Asociación Continental  y, sin duda, encabezó una  compañía en la campaña de nieve, como lo hizo al año siguiente contra los Cherokees, y, en 1777, mandó a [Fort [Prince]] En 1779, se desempeñó en Georgia, luego en Stono, y Savannah, y realizó un recorrido por derecho a partir de noviembre de ese año hasta febrero de 1780, cerca de Charleston. En este período, se clasificó como el teniente-coronel, distinguiéndose en Rocky Mount (Batalla de Rocky Mount), Hanging Rock (Batalla de Hanging Rock), Musgrove Mill (Batalla de Musgrove Mill), Montaña del Rey (Batalla de la Montaña del Rey), y probablemente con su superior, el coronel Brandon, en la Cowpens (Batalla de Cowpens). En el verano de 1781, mientras trataba de detener a un conservador, en el Condado de Rowan (Carolina del Norte), que fue apuñalado por un socio, sobreviviendo tan sólo una semana. "